# Blutspende-Abzeichen (DDR)
Das Blutspende-Abzeichen war in der Deutschen Demokratischen Republik (DDR) eine nichtstaatliche Auszeichnung des Deutschen Roten Kreuzes der DDR, welche zunächst in drei Stufen, Bronze, Silber und Gold gestiftet wurde. Die Verleihung für unentgeltliche Blutspenden erfolgte
- in Gold für 15-maliges Spenden
- in Silber für 10-maliges Spenden und
- in Bronze für 5-maliges Spenden.

## Aussehen
Die erste Form des Blutspende-Abzeichens hat die Form eines 18 mm hohen Schildes, dessen oberer Rand wie ein aufgeschlagenes Buch gewellt ist. An seiner Unterseite sind zwei gekreuzte breite Eichenlaubzweige aufgelegt, die den unteren Rand des Abzeichens überdecken und somit unförmig gestalten. Das Abzeichen ist mittig weiß emailliert und zeigt in seiner oberen Hälfte das rote Genfer Kreuz mit der halbkreisförmigen Umschrift: DEUTSCHES ROTES KREUZ Über dem Genfer Kreuz ist waagerecht BLUTSPENDER zu lesen. Zwischen den beiden unteren Kreuzpunkten der Eichenlaubzweige ist die Zahl der Spenden, 5, 10 oder 15 zu lesen. Sowohl Schriftzüge, Eichenlaubblätter und der Rahmen des Abzeichens sind in den Farben der verliehenen Stufe gehalten. Es sind auch Abzeichen bekannt, dessen Umschrift um das Wort DDR ergänzt wurde.
1972 wurde eine zweite Form des Abzeichens eingeführt. Das an einer langen Anstecknadel getragene Abzeichen hat die Form eines Bluttropfens, dessen Spitze nach oben zeigt. Es ist nicht mehr emailliert oder lackiert, sondern nur noch schlicht golden, silbern oder bronzen gehalten. In seiner Mitte ist das Genfer Kreuz erhaben geprägt dargestellt. Zu einem späteren Zeitpunkt sind diese Varianten allerdings wieder emailliert bzw. lackiert worden sowie plastbeschichtet. Als Sonderstufe wurde zusätzlich ein Blutspender-Abzeichen für 20-maliges Blutspenden gestiftet, welches 35 mm hoch ist und an einer Spange getragen wurde. Diese Sonderstufe zeigt ebenfalls einen stilisierten Blutstropfen, der allerdings innen weiß lackiert ist und die Umrisse zweier Oberkörper von Menschen zeigt, dessen linker Korpus als Spender in Rot dargestellt ist, sein rechter Gegenpart nur als Umriss, da er selbst weiß ist. Zwischen den beiden Köpfen ist ein kleines Genfer Kreuz zu sehen, unter dessen das Wort: BLUTSPENDER. Der Tropfen wird an seiner runden Unterseite von einem Schriftband halbkreisförmig umschlossen, auf dem die Worte DEUTSCHES ROTES KREUZ DDR zu lesen sind. Unter dem Schriftband sind zwei Lorbeerzweige zu sehen, dessen Mitte von einem kleinen Quadrat zusammengehalten wird. Sowohl Schriftband als auch Lorbeerzweige sind golden gehalten. Die Tragespange mit goldenen Rand ist weiß emailliert und zeigt mittig das Symbol des DRK, das Genfer Kreuz umschlossen von dem roten Schriftband DEUTSCHES ROTES KREUZ oben und DDR unten.

## Bildergalerie

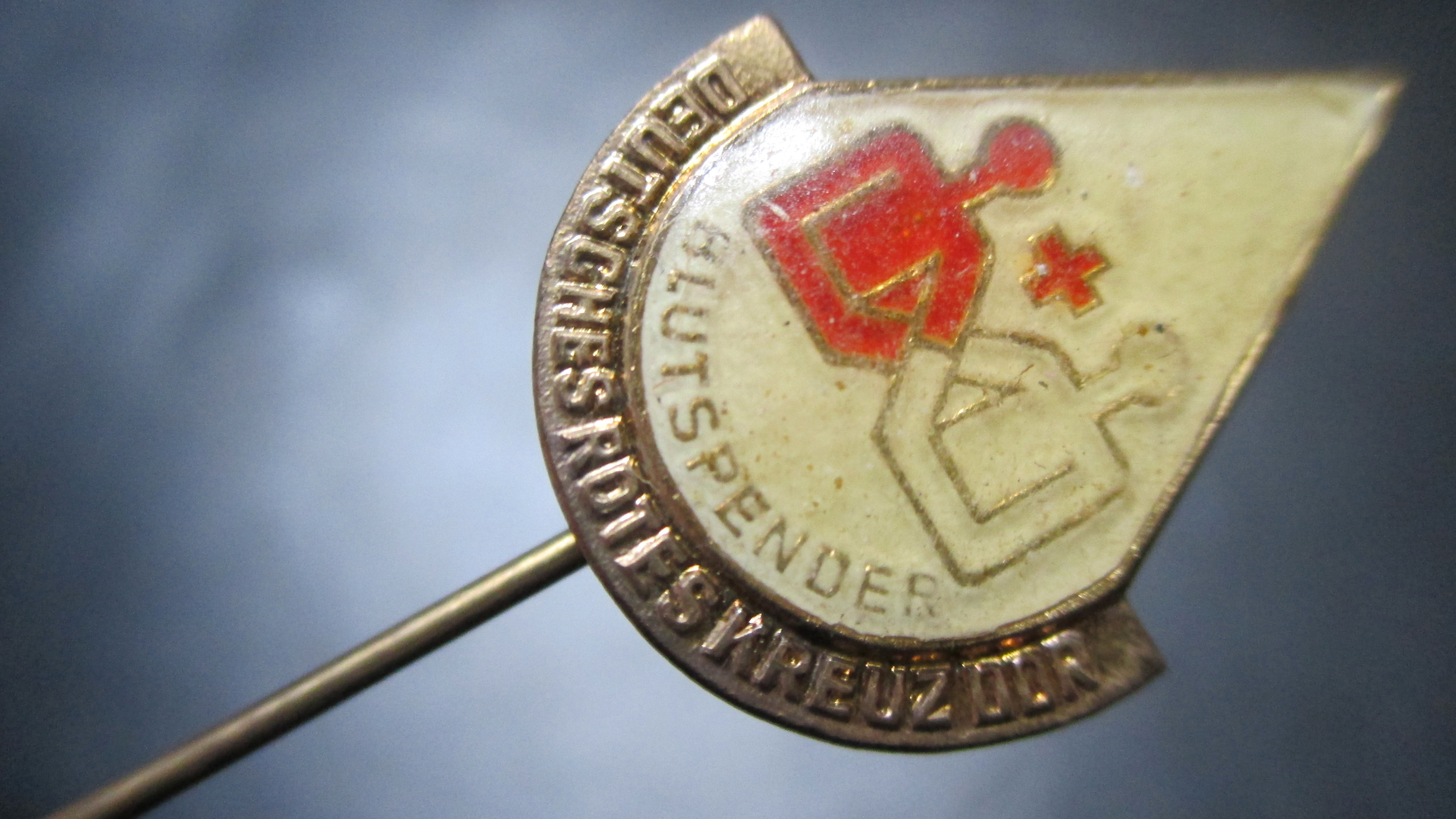
Blutspende-Abzeichen (DDR) Nadel
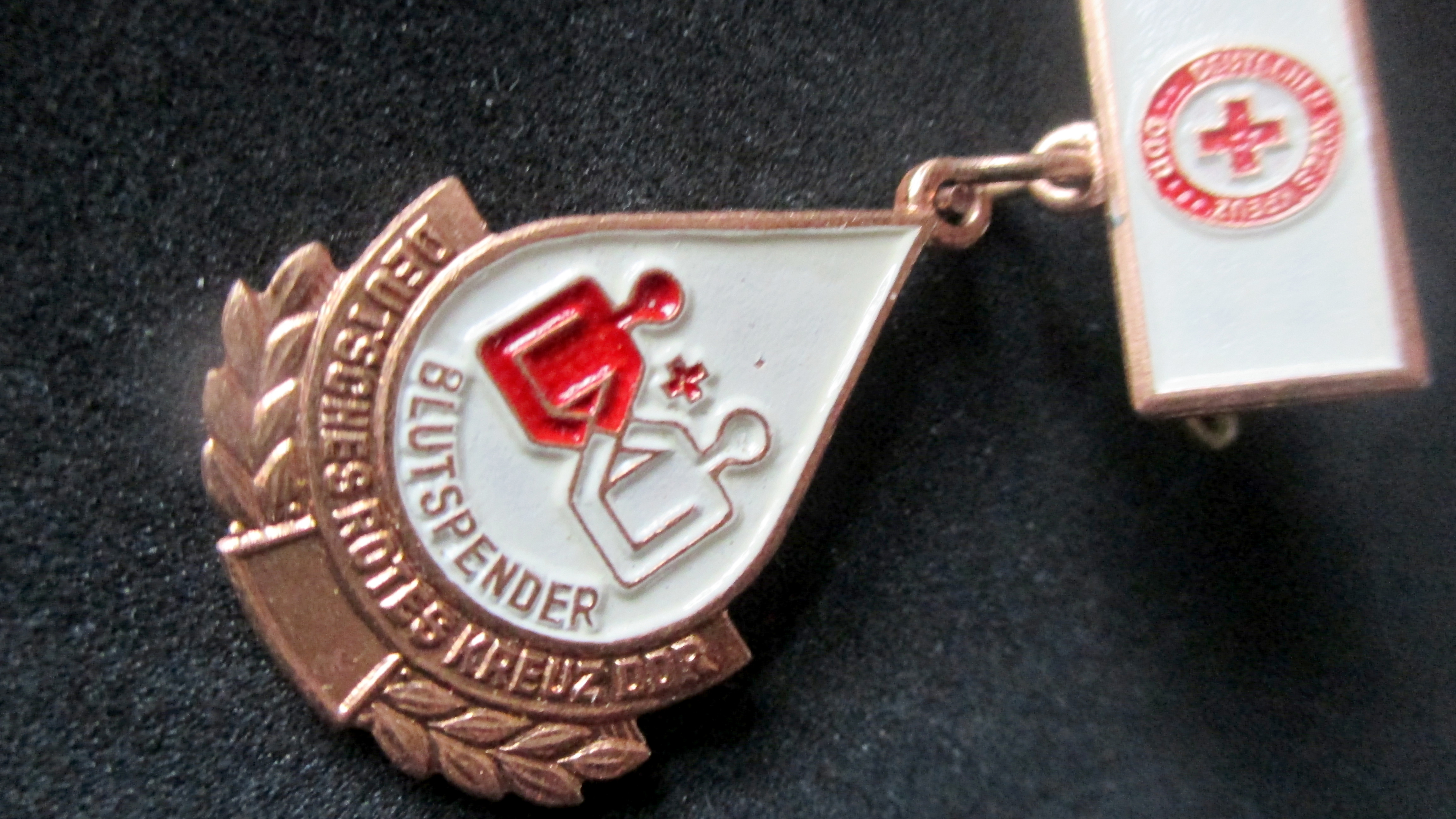
Sonderstufe Blutspende-Abzeichen der DDR
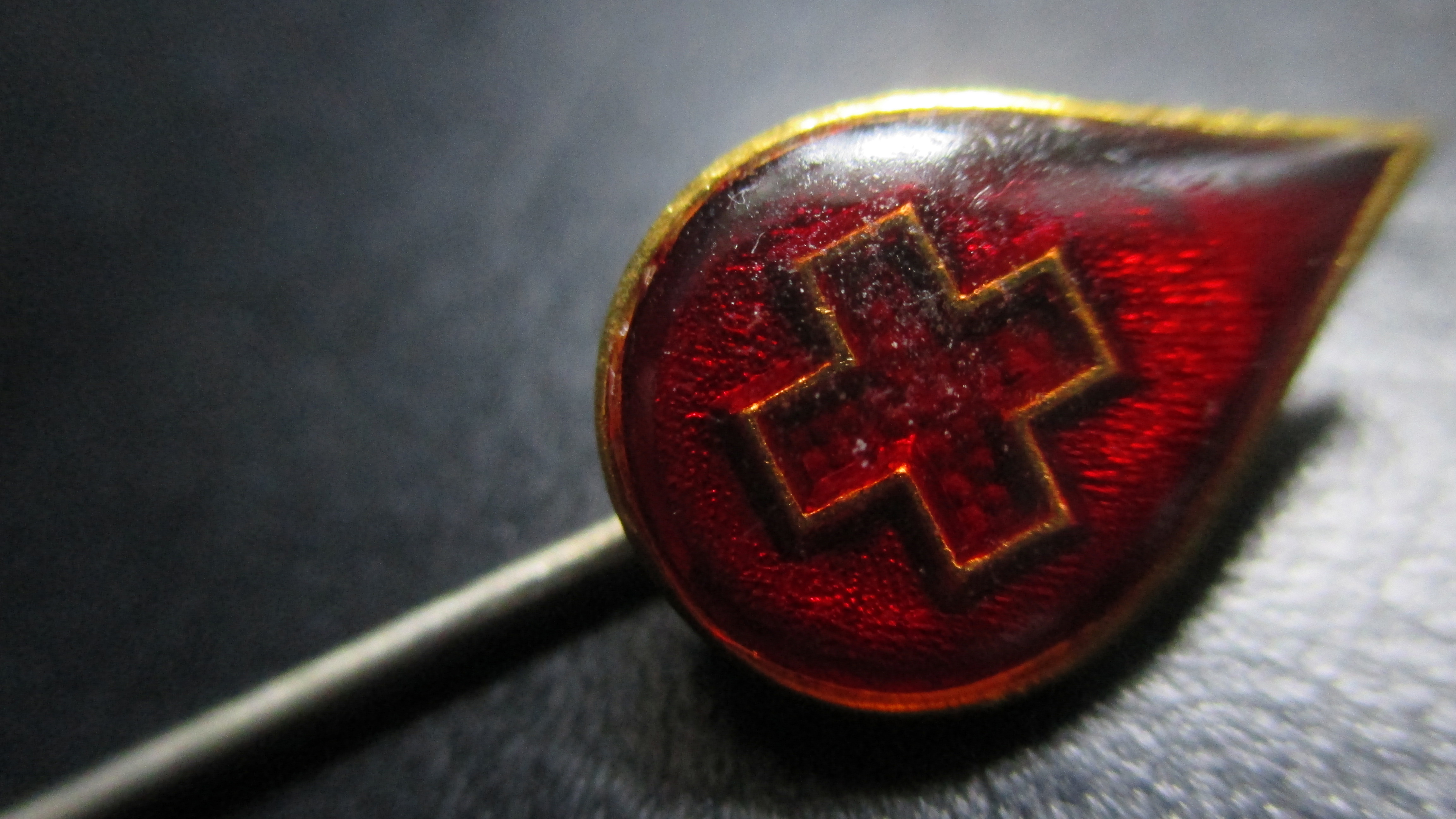
Blutspende-Abzeichen (DDR) Nadel – Bluttropfen Email
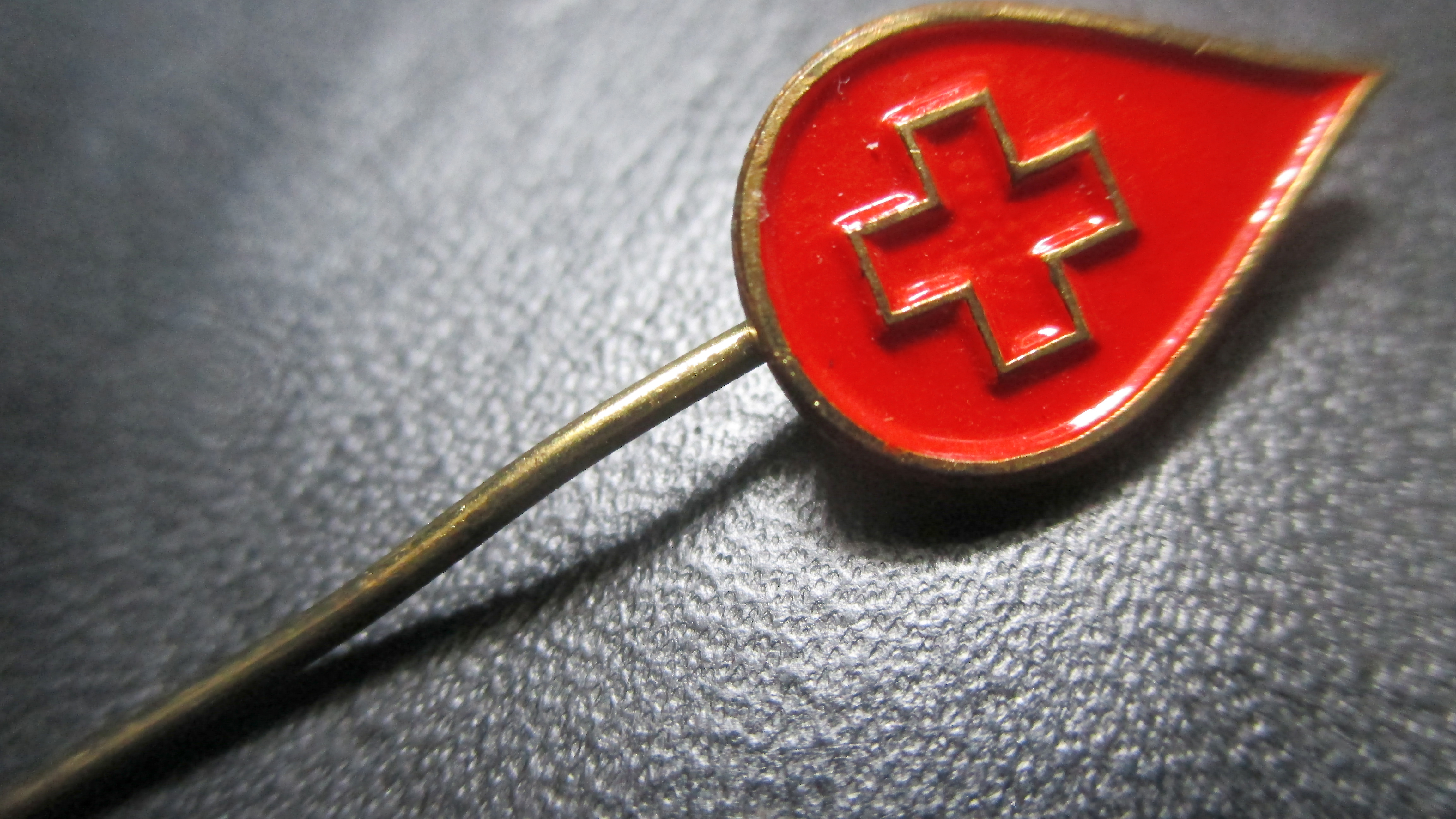
Blutspende-Abzeichen (DDR) Nadel – Bluttropfen Lack